# 新大鏈 (伊利諾伊州)
新大鏈（英語：New Grand Chain）是位於美國伊利諾伊州普瓦斯基縣的一個村落。

## 地理
新大鏈的座標為37°15′13″N 89°01′13″W / 37.25361°N 89.02028°W，而該地最高點為海拔高度125米（即410英尺）。

## 人口
根據2010年美國人口普查的數據，新大鏈的面積為2.70平方千米，當中陸地面積為2.66平方千米，而水域面積為0.04平方千米。當地共有人口210人，而人口密度為每平方千米77人。